# Doctor Stranger
Doctor Stranger (닥터 이방인, RR Dakteo Yibangin) ist eine südkoreanische Fernsehserie aus dem Jahr 2014 mit Lee Jong-suk, Jin Se-yeon, Park Hae-jin und Kang So-ra. Sie wurde auf SBS vom 5. Mai bis 8. Juli 2014 in 20 Episoden ausgestrahlt. Regisseur Jin Hyuk leitete zuvor Brilliant Legacy (2009), City Hunter (2011) und Master’s Sun (2013). Der Co-Drehbuchautor Park Jin-woo schrieb zuvor Conspiracy in the Cour (2007) und The Kingdom of the Winds (2008).
Als Kind wurden Park Hoon und sein Vater Park Cheol ausgetrickst und nach Nordkorea geschickt. Nachdem er nach Nordkorea geschickt worden war, wurde Park Hoon und seinem Vater der Zugang verwehrt, um nach Südkorea zurückzukehren. In Nordkorea wurde Park Hoon von seinem Vater zum Arzt ausgebildet. Er wurde ein genialer Thoraxchirurg nach dem Besuch der medizinischen Fakultät in Nordkorea. Dort verliebte er sich in Song Jae-hee. Nach dem Tod seines Vaters versuchte er, mit Jae-hee nach Südkorea zu fliehen, verlor aber schließlich den Kontakt zu ihr. Park Hoon konnte alleine nach Südkorea fliehen. In Südkorea beginnt Park Hoon als Arzt in einem Top-Krankenhaus der Myungwoo University zu arbeiten. Inzwischen fand er ein Mädchen, das genau wie Jae-hee aussieht, Doktor Han Seung-hee, das behauptet, Park Hoon nicht zu kennen.
Die Serie wurden den chinesischen Streaming-Plattformen Youku und Tudou zur Verfügung gestellt, wo es 330 Millionen bzw. 50 Millionen Aufrufe generierte. Bis zum 7. Juli 2014 wurde es fast 400 Millionen Mal gestreamt. Aufgrund des Erfolgs des Dramas in China gibt es derzeit Pläne, das Drama in einen Film zu verwandeln und es theatralisch exklusiv in China mit einem alternativen Ende zu veröffentlichen.
| Jahr | Auszeichnung          | Kategorie                                               | Betroffener  | Entscheidung |
| ---- | --------------------- | ------------------------------------------------------- | ------------ | ------------ |
| 2014 | 7. Korea-Drama-Preise | Top-Exzellenz-Preis, Schauspieler                       | Lee Jong-suk | Nominiert    |
| 2014 | 7. Korea-Drama-Preise | Excellence Award, Schauspielerin                        | Kang So-ra   | Gewonnen     |
| 2014 | 3. APAN-Starpreise    | excellence Award, Schauspielerin in einer Miniserie     | Jin Se-yeon  | Nominiert    |
| 2014 | 3. APAN-Starpreise    | excellence Award, Schauspielerin in einer Miniserie     | Kang So-ra   | Nominiert    |
| 2014 | 3. APAN-Starpreise    | Beliebte Star Award, Schauspielerin                     | Jin Se-yeon  | Gewonnen     |
| 2014 | SBS-Dramapreise       | SBS Sonderpreis                                         | Lee Jong-suk | Gewonnen     |
| 2014 | SBS-Dramapreise       | Excellence Award, Schauspielerin in einem Drama Special | Jin Se-yeon  | Nominiert    |
| 2014 | SBS-Dramapreise       | Excellence Award, Schauspielerin in einem Drama Special | Kang So-ra   | Nominiert    |